# Gonyleptes gonyleptoides
Gonyleptes gonyleptoides is een hooiwagen uit de familie Gonyleptidae.